# The Truffauts
The Truffauts ist eine deutsche Indie-Band aus Nürnberg.

## Geschichte
Gegründet hat sich die Band 1986. Namensgeber ist der französische Regisseur François Truffaut. Alle Bandmitglieder tragen französische Künstlernamen. So heißt „Jean-Jacques Boucher“ bürgerlich Joachim Busch und „Ronald Chateauroux“ mit Familiennamen Rothenburger. Beide spielen unter anderem auch zusammen mit Gisela Lipsky, geborene Enslein, die teilweise gesanglich unterstützte, und ihrem Mann Milan Lipsky in der Band Die Lipskys. Rothenburger ist Chefredakteur der Jugendzeitschrift Stafette. „Armand Couronnier“, eigentlich Armin Kröniger, war früher Bandleader einer NDW-Band namens Drahtfunk Deutschland und einer Gitarrenpopband namens The Tundra Talk, in denen auch Martti „Mäkkela“ Trillitzsch (Buddy & the Huddle) spielte. Er veröffentlichte auch unter dem Pseudonym „Dan Blocker“ eine EP mit dem Titel EP Poems From the Sun bei 9pm Records.
Auf den ersten beiden Truffauts-Alben spielte noch André de la Cour den Bass. 1988 waren The Truffauts mit Billy-Ze-Kick zwei Monate in den Indie-Charts der Zeitschrift Spex vertreten und erreichten dort Platz 17. Auf dem dritten Album und auf der EP Pablo Picasso (Coverversion von Jonathan Richmans Song) war Armand Couronnier am Bass. 1991 erhielten sie das Stipendium der Stadt Nürnberg. Interne Differenzen führten zu einer längeren Schaffenspause im Zeitraum von 1995 bis 2001. 2008 übernahm Eric Eskofier die Rolle des Schlagzeugers.
Seit 2020 sind die Truffauts wieder als Trio unterwegs. Zu den Gründungsmitgliedern Boucher und Chateauroux ist Drummer Monsieur Accèle, ehemals Satelliters, gestoßen. In der Besetzung spielten The Truffauts Ende 2021 auch erstmals in Frankreich.
Viele Platten der Band wurden in Fachzeitschriften und anderen Magazinen besprochen, darunter Beiträge in Spex, Rolling Stone, Ox-Fanzine, Musikexpress/Sounds, Zillo, tip und Wiener.

## Diskografie
Alben
- 1987: Fanny! (LP, Sputnik/EFA)
- 1988: Billy-Ze-Kick (LP, Sputnik/Semaphore)
- 1990: Flowers on Your Stomach (LP/CD, Sputnik/IRS)
- 1992: Almost Classical Stories (LP/CD, Day-Glo/Rough Trade Distribution)
- 1994: Catholics & Coffeebreaks (CD, TUG/Semaphore)
- 2000: The Truffauts In Candyland (Online Album, records.de)
- 2001: In Candyland (CD, Fieberkurve/Media Arte)
- 2003: Are Things O.K. Now? (CD, TP 9/Rough Trade Distribution)
- 2006: Tous les dimanches (CD, TP 9/Rough Trade Distribution)
- 2006: Traquilizer (Online Album, Fuego)
- 2008: To Your Heart (CD, TP 9/Rough Trade Distribution)
- 2010: The Pleasures of Life (CD, TP 9/Rough Trade Distribution)
- 2015: Sycamore (CD, TP 9/Rough Trade Distribution)
- 2018: Oscar (LP/CD, TP9/Micropal/Broken Silence)
- 2021: Chez Simon (CD, TP9/Micropal/Broken Silence)[5]
- 2024: Refrain (LP/CD, TP9/Micropal/Broken Silence)

Singles/EPS
- 1987: In Your Sleep/Between The Lines (7″, Sputnik)
- 1988: Mandy (The Crowd of Fury) (7″, Big Store)
- 1989: Pablo Picasso (7″, Sputnik)
- 2000: Sofa EP (Online EP, records.de)
- 2012: On dit que le bonheur est toujours ailleurs (CD, TP 9/Rough Trade Distribution)

Kompilationsbeiträge
- 1987: Between the Lines auf The Sound & The Fury (Big Store)
- 1989: From Bad To Worse/Always The Same Film auf Some Little Fish … (Sputnik)
- 1990: Between The Lines auf Let's Have A Barbecue … (Noet Lachten)
- 1997: Garde-le Pour Toi auf Love Is My Only Crime III (Veracity)
- 2000: Your Hands auf Under The Influence Of Bad Weather (Fieberkurve)
- 2002: Eteins La Lumière auf Straßenkreuzer Eins
- 2003: Kaleidoscope auf United Zoo Of Waldstock 2 (Bengasi)

## Musikvideos
- 1997: Garde-le Pour Toi (Regie: Tina Herms)
- 2001: Asshole (Regie: Wolfgang Obermair)
- 2001: Windowsill (Regie: Wolfgang Obermair)
- 2003: I've Changed My Mind (Regie: Wolfgang Obermair)
- 2003: Kaleidoscope (Regie: Olaf Bieber)
- 2008: Il fait moins 10 (Regie: Fred Kreutzer)
- 2010: Write me a song (Regie: Chateauroux)
- 2015: She’s Hugging Trees (Regie: Chateauroux)
- 2018: Pluto
- 2021: Avant de partir
- 2022: When the tide goes out
- 2024: Conundrum
- 2024: A mon inconnue
- 2024: Time